# Румънска кампания (Първа световна война)
Румънската кампания е военна кампания на Балканите през Първата световна война, в която Кралство Румъния и Руската империя са изправени срещу армиите на Централните сили.

## Предпоставки
Решението на Румъния да се включи на страната на Антантата е взето късно - едва през 1916 г., две години след смъртта на Карол I. Съюзническите сили, които се нуждаят от румънската помощ, се съгласяват на големите искания, включващи анексирането на Трансилвания и на Банат по река Тиса чак до Сегед, т.е. отвъд етническата граница и включващи голяма част от съвременна Унгария. Румъния получава също така уверения, че ще получи част от Буковина и участие на равни начала на бъдещата мирна конференция.
След като получава такива обещания през август страната влиза във войната. На 17 август 1916 г. Румъния подписва договор за присъединяване към Антантата, на 27 (стар стил 14) започва мобилизация и същия ден обявява война на Австро-Унгария. Подхранваните надежди, че така ще може да се отстрани намесата на Германия и България, са безпочвени. След няколко дни български, германски и турски представители съобщават, че държавите им по силата на съюзните си задължения се намират в състояние на война с Румъния. Тези събития принуждават българите да прехвърлят войскови сили на север. Формирана е Трета армия начело с генерал Стефан Тошев.

## Начало на военните действия
На 1 септември България обявява война на Румъния. На 2 септември в Първа конна дивизия под командването на ген. Иван Колев настъпва в Добруджа. На същия ден до обяд е освободен Курт бунар. На 4 септември е освободен Добрич, на 6 септември – Балчик и Каварна. На 7 септември българските части превземат Тутракан. На 8 септември е освободена Силистра, а на 14 – Мангалия. На 22 октомври е освободена Кюстенджа. На 23 – Меджидие. На 25 – Черна вода. На 26 – Хърсово. На 18 декември е освободен Бабадаг. На 22 декември 1916 г. българската войска влиза в Тулча и след това в Сулина. Българите заемат делтата на Дунав. На 3 януари 1917 е освободен Мачин и на 7 – Исакча с което приключва освобождаването на цяла Добруджа от румънска власт. Румънската войска е в отстъпление, в което отвлича хиляди местни жители и стока.
Българската войска разгромява напълно крупните румънско-руско-сръбски съединения и прогонва остатъците им отвъд Дунав. Срещу руските войски отвъд Дунав е създаден устойчив фронт – Добруджанският (известен още и като Северен).
За 4 месеца Трета българска армия командвана от ген. Стефан Тошев, подпомогната от една немска бригада и две турски дивизии, спечелва победи при Куртбунар (дн. Тервел), при Карапелит Кочмар, Добричката епопея, Геленджик (дн. Победа), Теке-дереси (дн. Поручик Кърджиево), Тутраканската крепост, Сарсанлар (дн. Зафирово), Чифут Куюсу (дн. Йовково), срещните боеве при Голтина (дн. Oltina) – Кара Омер – Мангалия, Кара Мурад (дн. Златия), Мусибей (дн. Горен извор), Карабака (дн. Люляково), Кокарджа, Топрак хисар, боевете при Мустафа Ачи – Азаплар (дн. Полковник Дяково), Первели (Първели, Первелия – дн. Moşneni), Хаджидюлюк, битката при Ряхово, пробива на укрепената линия Кубадин, Тузла (дн. Tuzla – Constanţa), Мулчиово (Мулчиова – дн. Abrud), Текиргьол (дн. Techirghiol), Пелитли (Пеликли, Пелитлия), Муратан (Муратано – дн. Biruinţa), Кюстенджа, Черна вода, моста на Дунав при Черна вода, чифлика Йонеску, Хърсово, Зимнич, Букурещкото настъпление, Битката за Букурещ, Комана, Нижелов (Нежлово), Романул (Romanu), река Сирет, Сарай (Сарайо), Бабадаг, Тюрк-кьой (дн. Turcoaia), Черна, Мачин.

## Букурещко настъпление
До края на 1916 г. – цяла Добруджа е освободена от противникови части. румънските и руските войски са отхвърлени отвъд Дунавската делта. Войските на Централните сили форсират Дунав при Свищов на 23 ноември, разбиват във Влашката равнина противника, съединяват се с идващата от Трансилвания 9-та армия (Ерих фон Фалкенхайн) и на 6 декември влизат в Букурещ. Румънската столица е превзета и окупирана, а кралят c правителството бягат в Яш. Под техен контрол остава само провинция Молдова с 1/3 от румънската предвоенна територия. румънските войски и руската армия са напълно отхвърлени зад река Серет.
През пролетта на 1918 г. Румъния не е в състояние повече да воюва с Централните сили. Разгромът е тежък – над 500 000 убити, ранени и пленени, окупирани са столицата и по-голямата част от страната. Опитите за офанзива на руско-румънските войски планирани от Александър Керенски започнали през юни 1917 по Фокшанското и Окненското направления са ликвидирани от 6 август до 8 септември с контранастъплението на фелдмаршал Аугуст фон Макензен. Крал Фердинанд поверява правителството на германофила Маргиломан и на 24 април (7 май) 1918 г. в Букурещ е подписан сепаративен мирен договор между Румъния, от една страна, и Германия, Австро-Унгария, България и Турция – от друга с което завършва войната между тези държави. С тежки териториални и икономически клаузи Румъния попада под германски протекторат, но оцелява като държава, макар победена.

## Последствия
Съгласно Буфтейския и Букурещкия мирни договори и по Берлинският протокол суверенитетът над северната част от областта, както и над цяла Добруджа, е върнат в патримониума на България.
Кралството номинално отново влиза във война на 10 ноември, един ден преди германската капитулация и една седмица след тази на Хабсбургската империя. На базата на този символичен акт румънските представители претендират за териториите, обещани им в споразумението от 1916 г., въпреки факта, че правителството им е сключило мирен договор с Германия, Австро-Унгария, България и Турция. Румънската армия окупира по-голямата част от въпросните територии, включително Бесарабия. През април 1919 г. румънски части навлизат на унгарска територия и окупират Будапеща.